# Ubian du Sud
South Ubian est une municipalité insulaire de la province de Tawi-Tawi aux Philippines.
La municipalité a 27 741 habitants au recensement de 2010 et comporte 31 barangays répartis sur un groupe d'îles à l'est de l'île principale Tawi-Tawi, dont South Ubian, Oran, Tobawan, Tagao, Bubuan, Miniacolat, Bintulan, Kinapusan et quelques îlots. Sa superficie totale est de 270 km2.